# AMSS (Radio)
El AMSS (de  amplitude modulation signalling system ) es un sistema parecido al Radio Data System (RDS) para la transmisión de informaciones de texto sobre emisoras de radio. A diferencia del sistema RDS, el AMSS no se utiliza para emisoras de FM, sino para emisoras de Onda Larga, de Onda Media y de Onda Corta.
Se pueden recibir los datos de AMSS con la ayuda de un receptor de DRM o una radio modificada y un software adecuado que pueda decodificar también DRM.
Este sistema ha sido estandarizado por la ETSI (TS 102 386) como extensión al sistema Digital Radio Mondiale (DRM).

## Uso
Emiten datos de AMSS las emisoras siguientes:
Onda Larga:
- 234 kHz - RTL Radio Francia

Onda Media:
- 648 kHz - BBC World Service
- 990 kHz - Deutschlandradio Kultur

Onda Corta:
- 15575 kHz - BBC World Service

La antigua emisora privada alemana Truckradio lo usaba también en los 531 kHz.
- Datos: Q295317